# Томас (Оклахома)
Томас (енгл. Thomas) град је у америчкој савезној држави Оклахома.

## Демографија
По попису из 2010. године број становника је 1.181, што је 57 (-4,6%) становника мање него 2000. године.
| Група             | 2000.         | 2010.       |
| Белци             | 1.089 (88,0%) | 999 (84,6%) |
| Афроамериканци    | 1 (0,1%)      | 4 (0,3%)    |
| Азијати           | 0 (0,0%)      | 1 (0,1%)    |
| Хиспаноамериканци | 21 (1,7%)     | 58 (4,9%)   |
| Укупно            | 1.238         | 1.181       |